# Walther Wendel
Walther Paul August Ludwig Wendel (* 30. September 1872 in Potsdam; † 7. Juli 1941 in Magdeburg) war ein deutscher Chirurg.
Walther Wendel studierte nach dem Besuch des Friedrichs- und des Kaiserin Augusta-Gymnasiums in Berlin Medizin in Berlin. 1894 wurde er promoviert. Danach erhielt er eine zehnjährige Ausbildung am Universitäts-Klinikum Marburg unter Ernst Küster. 1900 wurde er dort für Chirurgie habilitiert und 1905 zum außerordentlichen Professor ernannt.
Im Jahr 1906 wurde er Nachfolger von Rudolf Habs als Chefarzt der Chirurgischen Klinik des Krankenhauses Magdeburg-Sudenburg, welches er bis 1937 leitete.
Wendel entwickelte neuartige Methoden der Brustkorbchirurgie (operativer Ersatz der Speiseröhre) und in der Therapie von Harnblasen- und Nebennierenerkrankungen. Er regte den Bau einer schattenfreien Operationslampe an und setzte 1927 den Neubau der Chirurgischen Klinik durch, einen Klinkerbau im Stil des „Neuen Bauwillens“ von Johannes Göderitz.
Von 1919 bis 1929 gehörte Wendel der Magdeburger Stadtverordnetenversammlung an. Er war Mitglied der Deutschen Gesellschaft für Chirurgie, der Medizinischen Gesellschaft zu Magdeburg und 1935/36 Präsident des Rotary-Clubs Magdeburg.